# إدي كالهون
إدي كالهون (بالإنجليزية: Eddie Calhoun)‏ هو عازف جاز أمريكي، ولد في 13 نوفمبر 1921 في كلاركسديل في الولايات المتحدة، وتوفي في 27 يناير 1994 في مسيسيبي في الولايات المتحدة.

## وصلات خارجية
- إدي كالهون على موقع ميوزك برينز (الإنجليزية)
- إدي كالهون على موقع ديسكوغز (الإنجليزية)